# Selaginella roraimensis
Selaginella roraimensis är en mosslummerväxtart som beskrevs av Bak.. Selaginella roraimensis ingår i släktet mosslumrar, och familjen mosslummerväxter. Inga underarter finns listade i Catalogue of Life.